# شفويات الفك
شَفَوِيَّاتُ الفَكّ (الاسم العلمي: Chilognatha)، طويئفة من ألفية الأرجل، والتي تضم الغالبية العظمى من ألفية الأرجل الموجودة، تشمل قرابة 12000 نوع.